# Каскоголовы
Каскоголовы  (лат. Plectrohyla) — род бесхвостых земноводных из семейства квакш.

## Классификация
На ноябрь 2018 года в род включают 19 видов:
- Plectrohyla acanthodes Duellman & Campbell, 1992
- Plectrohyla avia Stuart, 1952 — Большой каскоголов
- Plectrohyla calvata McCranie, 2017
- Plectrohyla chrysopleura Wilson, McCranie & Cruz-Díaz, 1994
- Plectrohyla dasypus McCranie & Wilson, 1981 — Гондурасский каскоголов
- Plectrohyla exquisita McCranie & Wilson, 1998
- Plectrohyla glandulosa (Boulenger, 1883) — Горный каскоголов
- Plectrohyla guatemalensis Brocchi, 1877 — Центральноамериканский каскоголов
- Plectrohyla hartwegi Duellman, 1968 — Мексиканский каскоголов
- Plectrohyla ixil Stuart, 1942 — Остромордый каскоголов
- Plectrohyla lacertosa Bumzahem & Smith, 1954 — Вислогубый каскоголов
- Plectrohyla matudai Hartweg, 1941 — Скрытоухий каскоголов
- Plectrohyla pokomchi Duellman & Campbell, 1984
- Plectrohyla psiloderma McCranie & Wilson, 1999
- Plectrohyla pycnochila Rabb, 1959 — Толстогубый каскоголов
- Plectrohyla quecchi Stuart, 1942 — Гватемальский каскоголов
- Plectrohyla sagorum Hartweg, 1941 — Килемордый каскоголов
- Plectrohyla tecunumani Duellman & Campbell, 1984
- Plectrohyla teuchestes Duellman & Campbell, 1992